# Willi Dreesen
Willi Dreesen, Taufname Hans Friedrich Wilhelm (* 16. Februar 1928 in Essen-Werden; † 5. Januar 2013 in Brig-Glis), war ein Schweizer Maler, Zeichner und Illustrator. Sein Werk umfasst Landschaftsmalerei, Aquarelle, Porträtmalerei, Pastellmalerei, Plastik und Fotografie. 

## Leben und Werk
Willi Dreesen interessierte sich seit seiner Kindheit für das Zeichnen und Malen. Zudem schrieb er zeitlebens Tagebücher. Während des Zweiten Weltkriegs war er zweimal fahnenflüchtig und überlebte die Verhaftungen und den Krieg nur mit viel Glück.
Dreesen absolvierte in Essen von 1946 bis 1948 eine Flachmalerlehre und studierte anschliessend Malerei, Gestaltung und Bildhauerei an der Folkwang Kunstschule, heute Folkwang Universität der Künste des Landes NRW. Um sein Studium zu finanzieren, arbeitete er nachts oft im ehemaligen Lehrbetrieb. Nach dem Studium unternahm er Studienreisen und gab privaten Kunstunterricht.
1952 fuhr er mit dem Fahrrad nach Visp und Brig, wo er den Besitzer des Bads in Brigerbad, Hans Kalbermatten, kennenlernte. Dieser stellte ihm für ein paar Wochen sein Ferienhaus auf dem Simplon zur Verfügung. Anschliessend wohnte er für mehrere Jahre im Atelier seines Künstlerfreundes und Malers Alfred Grünwald (1929–1966). Nach dessen Tod übernahm Dreesen das Atelier.  
Spätere Studienreisen führten ihn nach Hamburg, Barcelona, Teneriffa und in den Senegal. Dreesen stellte seine Werke zum ersten Mal 1955 im Stockalperschloss aus. Als Mitglied der Sektion Wallis der GSMBA stellte er ab 1962 regelmässig in Einzel- und Gruppenausstellungen u. a. in der Galerie «Zur Matze», die 1965 von Walter Willisch gegründet wurde. 
Von 1957 bis 1967 lebte Dreesen auf der Riederalp und in Goppisberg, anschliessend in Brig-Glis. 1963 musste sich Dreesen erstmals wegen einer Sehstörung im Inselspital Bern behandeln lassen. Ab 1982 schuf er vermehrt Pastellzeichnungen und abstrakte Bilder. Mitte der 1980er-Jahre verschlechterte sich seine Sehfähigkeit. So erblindete er mit der Zeit auf einem Auge und sah mit dem anderen Auge nur noch auf einer Distanz von sieben Zentimetern. 
In der Folge entstanden zwischen 2000 und 2012 vermehrt Konstruktionen aus Holz und Eisen, die als «Raumcollagen» frei im Raum standen. Zudem experimentierte Dreesen mit fotografischen Doppel- und Mehrfachbelichtungen, sogenannte «Fotomalereien».
Dressen heiratete 1971 die aus Abtwil stammende Vreny, geborene Kühnis. Der Helikopterpilot Stephan Dreesen (* 1972) und der Biomediziner Oliver Dreesen (* 1975) sind ihre Söhne.